# Unknown Song
Pistes de Zabriskie Point
Country Song Love Scene (Version 6)
Unknown Song est une chanson instrumentale du groupe de rock progressif Pink Floyd incluse sur le disque bonus de la réédition de 1997 de la bande originale du film Zabriskie Point.
Dans l'ensemble, la pièce est constituée de lignes mélodiques simples. La mélodie principale de la chanson, jouée à la guitare acoustique, rappelle celle du morceau The Narrow Way (part 1), composé par David Gilmour et paru un peu plus tôt en 1969 sur l'album Ummagumma et présente certains traits stylistiques particuliers (présents dans A Pillow of Winds ou Brain Damage par exemple) que le groupe adoptera plus tard. Le thème à la guitare folk . De plus, le riff qu'on entend à partir de 1'54 est un gimmick que Roger Waters réutilisera pour la section Funky Dung de la pièce Atom Heart Mother.